# Canal+
|  | Aquest article tracta sobre el canal francès. Si cerqueu la versió espanyola del canal, vegeu «Canal+ (Espanya)». |

Canal+ (llegit Canal Plus, que significa Canal Més en francès) és un canal de televisió de pagament francès que va tenir versions en diversos països europeus.
Les emissions en període de proves de Canal Plus començaren l'1 de març de 1984 als voltants de París a l'antic canal que TF1 utilitzava fins a 1983 per a les seves emissions en blanc i negre. Les emissions es realitzaven entre les 14:00 h i las 18:00 h i la seva programació es nodria de videoclips i tràilers.
Actualment emet programes molt variats, com futbol, el telenotícies Le grand journal o el programa de divertiment Les Guignols de l'info.